# La Défense

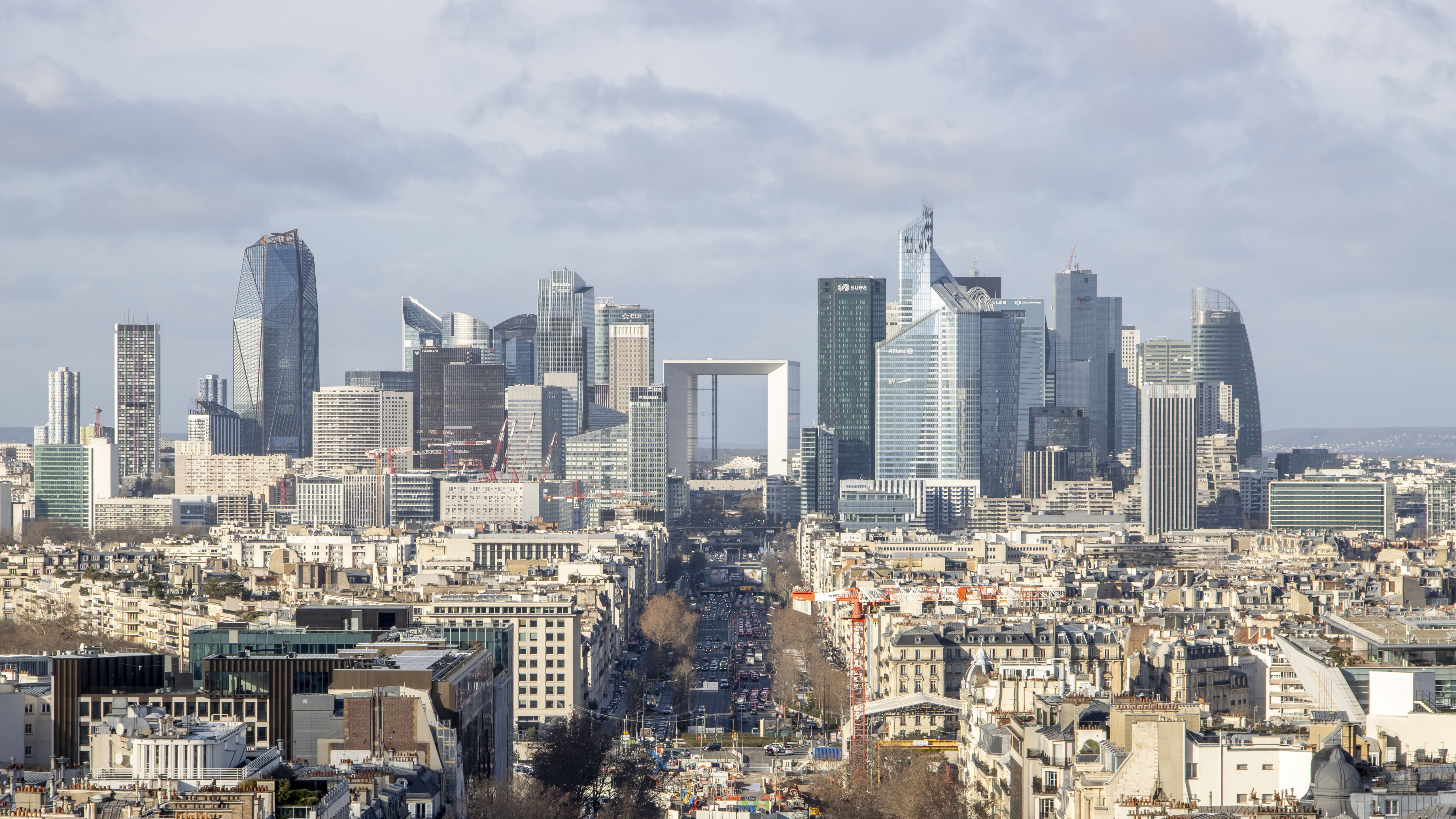
La Défense

La Défense [ladeˈfɑ̃ːs] este un cartier modern, cu zgârie-nori, situat la vest de Paris, în departamentul Hauts-de-Seine. Este primul cartier european de afaceri, din punct de vedere al pieței de birouri. Acesta este situat în Hauts-de-Seine, la vest de Neuilly-sur-Seine și în prelungirea axului istoric al Parisului care începe de la muzeul Luvru și continuă cu Avenue des Champs-Élysées, Arcul de Triumf, până la Pont de Neuilly și Grande Arche de la Défense. 
La Défense este în cea mai mare parte format din clădiri înalte, constând în principal din birouri (aproximativ 3 milioane de metri patrati). La Défense este, cu toate acestea, un cartier mixt: are 600.000 mp de locuințe și deschiderea mall-ului Quatre-Temps în 1981 l-a transformat într-un centru comercial important din regiunea Île-de-France. În 2007 districtul numără aproximativ 150.000 de angajați și 20.000 de locuitori.
Cartierul se întinde în interiorul și în exteriorul unui bulevard circular cu sens unic. Are o suprafață de 160 de hectare și a fost împărțit, în 2011, în patru sectoare principale (Arche Nord, Arche Sud, Esplanade Nord și Esplanade Sud) pentru a înlocui sectoarele anterioare în număr de 12 (simplă numerotare). Cartierul se întinde pe o esplanadă pietonală de 31 de hectare la un nivel mai ridicat față de solul natural. Spațiul public al esplanadei, în mare parte acoperit cu dale de beton, conține de asemenea grădini suspendate și fântâni. Peste 60 de opere artistice contemporane fac din La Défense un adevarat muzeu în aer liber.
La Défense nu este un centru de afaceri izolat ci se află într-o zonă largă de la vestul Parisului în care activitatea financiară este deosebit de puternică. 
Amenajarea cartierului a fost încredințată de către statul francez instituției publice pentru amenajarea zonei La Défense (EPAD) în 1958. În 2010 această instituție a fuzionat cu instituția publică pentru amenajarea zonei Seine-Arche (EPASA) în vederea unui plan coerent de amenajare de la Sena la Sena (bucla Senei în interiorul căreia se găsește și cartierul La Défense). Perimetrul de acțiune al noii entități a depășit cu mult teritoriul fostului cartier de afaceri și se întinde peste comunele Puteaux, Courbevoie, Nanterre și La Garenne-Colombes.
Începând cu 2009, cartierul de afaceri este gestionat de către instituția publică de gestiune La Défense (EPGD), care întreține spații publice, și este angajată în promovarea și animarea La Défense (misiune anterior încredințată EPAD).
Cu toate că La Défense este deseori prezentat ca fiind „la porțile Parisului”, Grande Arche este mai apropiat de Yvelines decât de Paris intra-muros.
Locuitorii La Défense și cei care lucrează acolo sunt numiți „Défensiens”, dar putem spune, de asemenea și „Défensois”.

## Zgârie-nori
- The Link (241 m)
- Tour First (231 m)
- Tour Hekla (220 m)
- Tour Majunga (194 m)
- Tour ENGIE (185 m)
- Tour Saint-Gobain (178 m)
- Tour Trinity (167 m)
- Tour Carpe Diem (162 m)
- Cœur Défense (161 m)
- Tour Alto (160 m)
- Tour Égée (155 m)
- Tour Ariane (152 m)
- Tour Défense 2000 (134 m)
- Tour Eqho (131 m)
- Tour Michelet (127 m)
- Tour France (126 m)
- Tour Franklin (116 m)
- Tour Manhattan (110 m)
- L'archipel (106 m)
- Tour Landscape (101 m)
- Tour Eria (59,35 m)

## Educație
Paris La Défense reunește clusterul Pôle universitaire Léonard-de-Vinci și 4 școli de afaceri: EDC Paris Business School, ESSEC Business School, ICN Business School și IÉSEG School of Management. Este, de asemenea, acasă la European School of Paris-La Défense, o școală internațională primară și secundară care a fost acreditată ca școală europeană în 2020.